# Coccinia longipetiolata
Coccinia longipetiolata är en gurkväxtart som beskrevs av Emilio Chiovenda. Coccinia longipetiolata ingår i släktet Coccinia, och familjen gurkväxter. Inga underarter finns listade i Catalogue of Life.